# Léon Brunschvicg
Léon Brunschvicg (París, 10 de novembre de 1869 - Aix-les-Bains, 18 gener de 1944) fou un filòsof idealista francès d'origen jueu. Va ser cofundador, l'any 1893, de la Revue de métaphysique et de morale juntament amb Xavier Léon i Élie Halévy.

## Vida
Deixeble d'Alphonse Darlu al Liceu Condorcet de París. Després va estudiar a l'École Normale Supérieure, i va esdevenir professor a diferents Liceus de províncies. L'any 1909 va ser nomenat professor de filosofia a la Universitat de la Sorbona. Es casà amb Cécile Brunschvicg, una activa sufragista francesa, amb la qual va tenir quatre fills.
A causa dels seus orígens jueus, Brunschvicg va ser obligat a abandonar la seva posició de professor a la Sorbona pels nazis. Brunschvicg va fugir al sud de França (l'anomenada "zona lliure"). En aquest temps va escriure el seu estudi sobre Montaigne, Descartes i  Pascal, que es va publicar a Suïssa. Quan els nazis van ocupar la zona lliure, ell i la seva esposa van haver de passar a la clandestinitat. Va morir el 1944 als 74 anys.
Brunschvicg va escriure un manual de filosofia dedicat a la seva neta, que es titula Héritage de Mots, Héritage d'Idées, el qual es va publicar pòstumament després de l'alliberament de França.
Una gran part de les seves notes personals i escrits van ser portats pels nazis a Alemanya. Després l'Exèrcit soviètic se'ls va emportar a Praga i finalment a Moscou, on van romandre durant dècades. Finalment, l'any 2001, aquests fons van ser retornats a la família de Brunschvicg i ara estan a l'abast dels estudiosos del seu pensament.

## Obra
Léon Brunschvicg pot ser considerat com un dels filòsofs francesos més importants de la primera meitat del segle xx. La seva posició filosòfica és definida com la d'un "Idealisme crític". Per Brunschvicg, la filosofia, si vol ser un saber integral, ha de començar amb la intel·ligència mateixa, ja que només l'activitat intel és completament accessible per a si mateixa. El nucli de l'activitat intel·lectiva és el judici, a partir del qual s'expliquen tant el concepte com el raonament. El que constitueix l'essència del judici no són els seus components psicològics, sinó la còpula (est). "L'estudi de l'activitat intel·lectual, que defineix la filosofia, és llavors un estudi del judici, però a condició de no entendre el judici com una operació particular dins de la sèrie de les operacions lògiques, el judici és l'acte complet de l'activitat intel·lectual, i l'acte únic, no hi ha un més ençà del judici que seria el concepte, ni un més enllà del judici que seria el raonament". El judici comporta una referència a l'ésser, i per això l'estudi de la modalitat dels judicis (realitat, necessitat, possibilitat) no és una tasca merament lògica, sinó també metafísica.
El judici pot ser considerat com el començament i la fi de l'esperit, com l'esperit mateix. A partir del judici Brunschvicg desplega el conjunt de la seva filosofia, caracteritzada d'aquesta manera per un fort racionalisme, i una gran integració de les ciències exactes i naturals. Es pot dir per això que Brunschvicg és un dels pocs filòsofs del segle XX que es va ocupar tant de l'esperit i de les humanitats com de les ciències naturals. La seva idea d'un universalisme de la raó està en el rerefons del seu compromís humanista. La seva reinterpretació de Descartes ha estat determinant per impulsar noves tendències en l'idealisme. La seva formalisme ha estat d'alguna manera continuat per autors com Althusser, Lévi-Strauss i Lacan. Brunschvicg va intervenir en la polèmica francesa sobre la filosofia cristiana, a favor de Bréhier i en contra Gilson. Des del seu punt de vista, la religió és assumida en un nivell superior per la filosofia i, per tant, manca de sentit la idea d'una filosofia específicament religiosa.

## Publicacions (selecció)
- La modalité du jugement, Paris, Alcan, 1897.
- Spinoza et ses contemporains, Paris, Alcan, 1923.
- L'idéalisme contemporain, Paris, Alcan, 1905.
- Les étapes de la philosophie mathématique, Paris, Alcan, 1912.
- Nature et liberté, Paris, Flammarion, 1921.
- L'expérience humaine et la causalité physique, Paris, Alcan, 1922.
- Le progrès de la conscience dans la philosophie occidentale, Paris, Alcan, 1927.
- La Physique au vingtième siècle, Paris, Hermann, 1939.
- La Raison et la religion, Paris, Alcan, 1939.
- Héritage de mots, héritage d'idées, Paris, PUF, 1945.
- Agenda retrouvé, 1892-1942, Paris, Minuit, 1948.
- La philosophie de l'esprit, Paris, PUF, 1949.
- De la vraie et de la fausse conversion, Paris, PUF, 1950.

- ECRITS PHILOSOPHIQUES :
- I. L'Humanisme de l'occident. Descartes, Spinoza, Kant, Paris, PUF, 1951.
- II. L'orientation du rationalisme, Paris, PUF, 1954.
- III. Science - Religion, Paris, PUF, 1958.

### Traduccions al castellà
- Descartes: selección de textos precedidos de un estudio, Buenos Aires, Sudamericana, 1939.
- Las etapas de la filosofía matemática, Buenos Aires, Lautaro, 1945.

### Estudis sobre el seu pensament
- René Boirel, Brunschvicg. Sa vie, son œuvre avec un exposé de sa philosophie, Paris, PUF, 1964.
- Marcel Deschoux, La philosophie de Léon Brunschvicg, Paris, PUF, 1949.
- Gary Gutting, French Philosophy in the Twentieth Century, Cambridge University Press, 2001.